# Păncevo, Burgas
Păncevo (în bulgară Пънчево) este un sat în comuna Sredeț, regiunea Burgas,  Bulgaria. 

## Demografie
Componența etnică a satului Păncevo
     Bulgari (75,75%)
     Romi (21,21%)
     Nicio identificare (3,03%)
     Altele (0%)
La recensământul din 2011, populația satului Păncevo era de 33 locuitori. Din punct de vedere etnic, majoritatea locuitorilor (75,75%) erau bulgari, cu o minoritate de romi (21,21%). Pentru 3,03% din locuitori nu este cunoscută apartenența etnică.